# Junglekat
Junglekatten også kaldet sumpkatten (latin: Felis chaus) er et dyr i kattefamilien. Junglekatten bliver 50-94 cm lang med en hale på 23-31 cm og vejer 4-16 kg. Den lever i det sydvestlige og sydøstlige Asien samt i det nordøstlige Afrika.